# نظریه آمیختگی

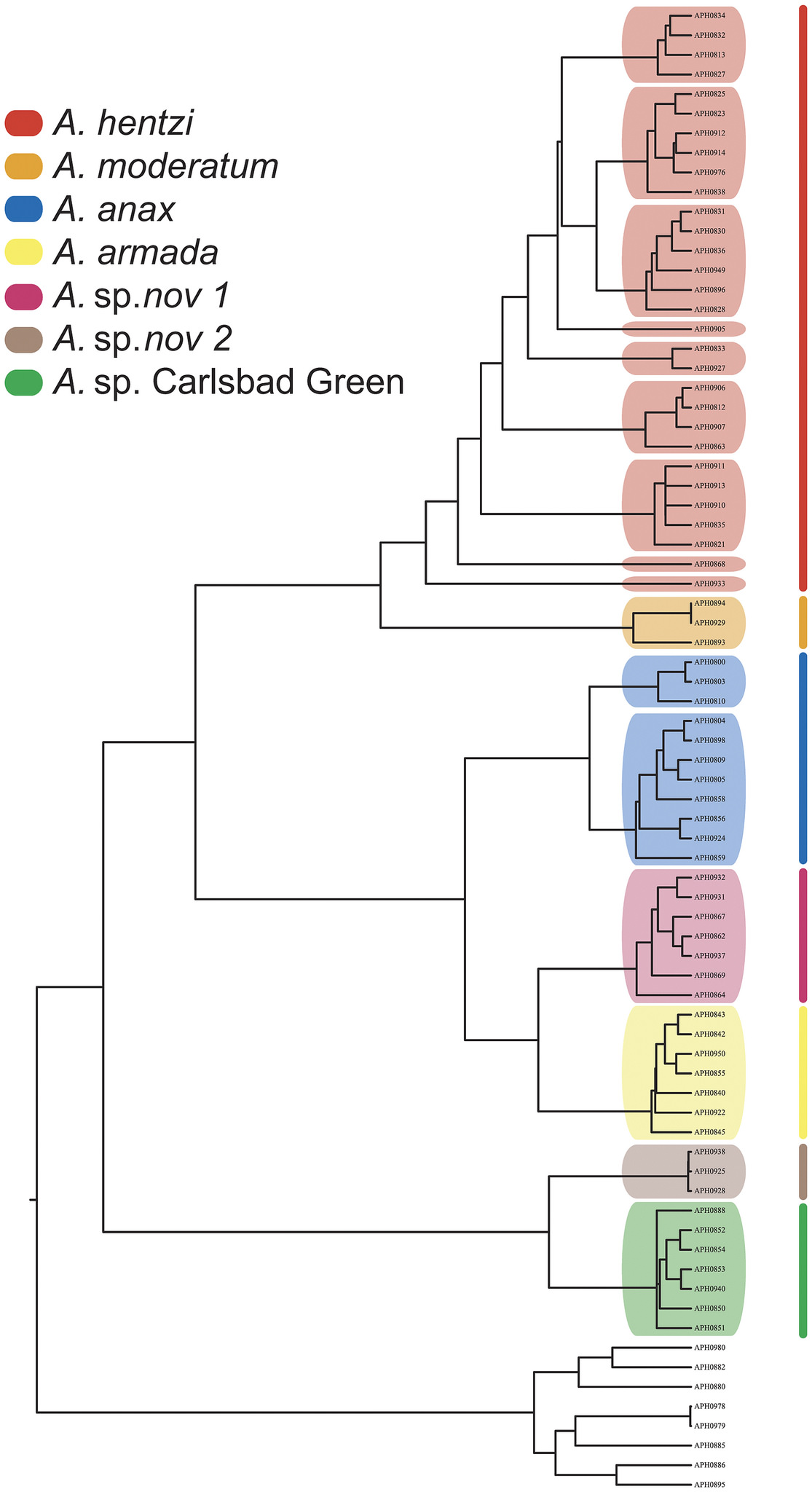
نظریه آمیختگی یه نظریه ای احتمالی و آماری است که چندین حالت را پیشبینی و اندازه گیری میکند.

در علم ژنتیک، نظریه آمیختگی یک مدل از ژنتیک جمعیت است. این نظریه تلاش می‌کند که همه ژن‌های هم‌ردیف (اَلِل‌های) یک ژن را که در همه اعضای یک جمعیت وجود دارد به یک نسخه اجدادی مربوط کند که به آن جدیدترین نیای مشترک می‌گویند. روابط وراثت بین الل‌ها معمولاً به صورت شجره‌نامه‌ای از ژن‌ها نشان داده می‌شوند، که از لحاظ شکل شبیه درختان فیلوژنتیک هستند. این شجره‌نامه ژنی را آمیزه (coalescent) نیز می‌نامند. درک ویژگی‌های آماری آمیزه تحت فرضیات متفاوت، پایه نظریه آمیختگی را شکل می‌دهد.

آمیختگی، مدل‌های رانش ژنتیکی را در طول زمان به سمت عقب طی می‌کند تا تبارشناسی پیشینیان را پیدا کند. در ساده‌ترین حالت، نظریه آمیختگی فرض می‌کند که در هیچ‌یک از نوترکیب‌ها، انتخاب طبیعی و جریان ژن‌ها را نداریم. هرچند پیشرفت‌ها در نظریه آمیختگی اجازه بسط آمیزه پایه را می‌دهند و نظریه آمیختگی در حالت پیشرفته‌تر می‌تواند شامل نوترکیبی، انتخاب و حتی به‌طور بالقوه یک مدل جمعیتی یا تکاملی پیچیده دلخواه در آنالیز ژنتیک جمعیت، باشد. نظریه ریاضیاتی آمیختگی در اوایل دهه ۱۹۸۰ توسط جان کینگمن ارائه شد.

## نظریه
دو اندامگان (ارگانیسم) هاپلوئیدی که در یک نوکلئوتید با هم متفاوت هستند را در نظر بگیرید. با طی کردن اجداد این دو فرد به سمت عقب، نقطه‌ای در زمان وجود خواهد داشت که در آن با جدیدترین نیای مشترکی مواجه می‌شویم که دو فرزند آن با هم آمیخته شده‌اند.

### زمان آمیختگی
یک آنالیز مفید بر اساس نظریه آمیختگی تلاش می‌کند مدت زمان میان به وجود آمدن یک جهش و زیاد شدن توزیع یک الل یا ژن را در جمعیت پیش‌بینی کند. این بازه زمانی نشان می‌دهد که جدیدترین نیای مشترک چه مدت پیش وجود داشته‌است.

### نمایش گرافیکی
آمیختگی‌ها را می‌توان توسط نمایش درختی که نشان دهنده رابطه بین شاخه‌های درخت با یکدیگر است نشان داد. نقطه تقاطع دو شاخه نشان دهنده آمیختگی است.

## کاربردها

### نگاشت ژن بیماری‌ها
فایده نظریه آمیختگی در نگاشت بیماری‌ها به مرور آشکارتر می‌گردد. هرچند استفاده از این نظریه هنوز در ابتدای راه است، پژوهشگران متعددی در حال توسعه الگوریتم‌هایی برای تحلیل داده‌های ژنتیکی انسان با استفاده از نظریه آمیختگی می‌باشند.

### نقشه برداری بیماری های ژنتیکی
فایده نظریه آمیختگی در نقشه برداری بیماری ها کم کم در حال پیشرفت است. هرچند کاربرد نظریه هنوز نوپاست. تعدادی پژوهشگر هستند که فعالانه در حال گسترش دادن الگوریتم هایی هستند برای تجزیه و تحلیل داده های ژنتیک انسانی که برای نظریه آمیختگی سودمند است.
تعداد قابل توجهی از بیماریهای انسانی را می توان به ژنتیک نسبت داد، از بیماریهای ساده مندلی مانند کم خونی داسی سلول و فیبروز کیستیک گرفته تا بیماریهای پیچیده تر مانند سرطان و بیماریهای روانی. حالت دوم بیماری های پلی ژنیک هستند که توسط ژن های متعددی کنترل می شوند که ممکن است روی کروموزوم های مختلف رخ دهند، اما بیماری هایی که توسط یک ناهنجاری واحد رسوب می شوند برای مشخص کردن و ردیابی نسبتاً ساده هستند - اگرچه آنقدر ساده نیست که این نتیجه برای همه بیماری ها حاصل شده باشد.

### توزیع ژنومی ناجورتخمی
نقشه چند ریختی تک نوکلئوتید (SNP) تغییرات گسترده منطقه ای را در ناجورتخمی نشان داده است، بیشتر از آنکه بر اساس شانس، تصادفی توزیع شده باشد توضیح داده شود. (توزیع توسط پواسون) در بخشی این تغییرات می تواند بر اساس روش های ارزیابی، در دسترس بودن توالیهای ژنومی و احتمالا مدل ژنتیکی جمعیت منسجم استاندارد توضیح داده شود. تاثیرات ژنتیکی جمعیت می تواند تاثیر عمده ای بر این تغییر داشته باشد: برخی از مکان ها احتمالا اجداد مشترک نسبتا اخیری دارند، برخی دیگر ممکن است از تبار بسیار قدیمی برخوردار باشند، بنابراین تجمع منطقعه ای SNP ها با گذشت زمان می تواند متفاوت باشد.

## تاریخچه
نظریه آمیختگی یک فرمت طبیعی از مفهوم ژنتیک جمعیت می باشد که کلاسیک تر از تکامل خنثی است و تقریبا به مدل فیشر-رایت (یا رایت-فیشر) برای جمعیت های بزرگ است. در دهه 1980 توسط چندین محقق به طور مستقل کشف شد.